# 8003 Kelvin
8003 Kelvin este un asteroid din centura principală, descoperit pe 1 septembrie 1987, de Eric Elst.